# Kemiri (Sigaluh)
Kemiri is een bestuurslaag in het regentschap Banjarnegara van de provincie Midden-Java, Indonesië. Kemiri telt 881 inwoners (volkstelling 2010).